# Liste der Biografien/Kox
Liste der Biografien |
Portal Biografien |
Personensuche
# |
A |
B |
C |
D |
E |
F |
G |
H |
I |
J |
K |
L |
M |
N |
O |
P |
Q |
R |
S |
T |
U |
V |
W |
X |
Y |
Z |
?
 
Ka |
Kb |
Kc |
Kd |
Ke |
Kf |
Kg |
Kh |
Ki |
Kj |
Kl |
Km |
Kn |
Ko |
Kp |
Kr |
Ks |
Kt |
Ku |
Kv |
Kw |
Ky |
Kx |
Kz
 
Koa |
Kob |
Koc |
Kod |
Koe |
Kof |
Kog |
Koh |
Koi |
Koj |
Kok |
Kol |
Kom |
Kon |
Koo |
Kop |
Kor |
Kos |
Kot |
Kou |
Kov |
Kow |
Kox |
Koy |
Koz
Die Liste der Biografien führt alle Personen auf, die in der deutschsprachigen Wikipedia einen Artikel haben. Dieses ist eine Teilliste mit 8 Einträgen von Personen, deren Namen mit den Buchstaben „Kox“ beginnt.

## Kox
- Kox, Anne J. (* 1948), niederländischer Wissenschaftshistoriker
- Kox, Caroline (* 1983), deutsch-luxemburgische Komponistin, Filmemacherin und Filmproduzentin
- Kox, Gerhard (1912–1982), deutscher Politiker (CDU), MdA
- Kox, Henri (* 1961), luxemburgischer Politiker
- Kox, Peter (* 1964), niederländischer Automobilrennfahrer
- Kox, Wilhelm (1900–1940), deutscher kommunistischer Funktionär und Opfer der NS-Justiz

### Koxe
- Koxeder, Adolf (* 1934), österreichischer Bobsportler

### Koxi
- Koxie (* 1972), französische Popsängerin